# Ancyridris
Ancyridris – rodzaj owadów należących do rodziny mrówkowatych.

## Taksonomia
Opisany przez Williama Wheelera w roku 1935. Na podstawie analiz filogenetycznych włączony do Crematogastrini przez P.S. Warda i innych w 2015 roku. Obejmuje 2 gatunki:
- Ancyridris polyrhachioides Wheeler, 1935
- Ancyridris rupicapra (Stitz, 1938)

## Opis
Ubarwienie czarniawobrązowe lub rudobrązowe, ogólnie silnie błyszczące. Powierzchnia ciała w większości przypadków pokryta rzadkim owłosieniem i bardzo słabo urzeźbiona. Głowa z dwunastoczłonowymi czułkami, środkowym szpicem na przednim brzegu nadustka, a zagłębieniami okołoczułkowymi i krawędziami czołowymi szczątkowymi. Na pozatułowiu obecne silne, wydłużone i wierzchołkowo zakrzywione kolce. Petiolus z dwoma silnymi kolcami w części grzbietowo-bocznej, a postpetiolus z wierzchu stożkowaty.

## Występowanie
Mrówki te zasiedlają Nową Gwineę, gdzie występują powyżej 1500 m n.p.m..